# Calcio Portogruaro-Summaga 2007-2008
Questa voce raccoglie le informazioni riguardanti il Calcio Portogruaro-Summaga nelle competizioni ufficiali della stagione 2007-2008.

## Rosa
| N. |                      | Ruolo | Calciatore         |
| -- | -------------------- | ----- | ------------------ |
|    | Italia (bandiera)    | A     | Giovanni Abate     |
|    | Italia (bandiera)    | A     | Eddy Baggio        |
|    | Italia (bandiera)    | C     | Salvatore Carboni  |
|    | Italia (bandiera)    | D     | Denny Cardin       |
|    | Argentina (bandiera) | C     | Matías Cuffa       |
|    | Italia (bandiera)    | A     | Marco Cunico       |
|    | Italia (bandiera)    | C     | Matteo Deinite     |
|    | Italia (bandiera)    | C     | Stefano Favret     |
|    | Italia (bandiera)    | C     | Andrea Federici    |
|    | Italia (bandiera)    | C     | Massimo Gardin     |
|    | Italia (bandiera)    | D     | Vittorio Gargiulo  |
|    | Italia (bandiera)    | P     | Marco Giambruno    |
|    | Italia (bandiera)    | C     | Salvatore Giardina |

| N. |                      | Ruolo | Calciatore             |
| -- | -------------------- | ----- | ---------------------- |
|    | Nigeria (bandiera)   | A     | Kelechi Francis Ibekwe |
|    | Italia (bandiera)    | C     | Fabio Levacovich       |
|    | Italia (bandiera)    | D     | Luca Locatelli         |
|    | Italia (bandiera)    | A     | Matteo Lombardo        |
|    | Australia (bandiera) | D     | Adrian Madaschi        |
|    | Italia (bandiera)    | A     | Andrea Maniero         |
|    | Italia (bandiera)    | P     | Sergio Marcon          |
|    | Italia (bandiera)    | C     | Stefano Mauri          |
|    | Argentina (bandiera) | D     | Lucas Rodrigo Montero  |
|    | Italia (bandiera)    | A     | Francesco Mortelliti   |
|    | Italia (bandiera)    | C     | Matteo Scozzarella     |
|    | Italia (bandiera)    | D     | Daniel Semenzano       |